# الیوت ادمونسن
الیوت ادمونسون (زاده ۲۹ اوت ۱۹۹۴) یک نقشه خوان رالی بریتانیایی است. در حال حاضر او نقشه خوان اولیور سولبرگ برای تیم هیوندای موتوراسپورت در مسابقات رالی قهرمانی جهان است.